# Union des femmes de l'Ouest africain
Pour les articles homonymes, voir Union des femmes.
L’Union des femmes de l'Ouest africain  est une association féminine panafricaine éphémère qui exista de 1959 à 1960.

## Histoire
L'Union des femmes de l'ouest africain est créée à l'initiative de Sira Diop, présidente de l'Union des femmes du Soudan lors d'un congrès d'associations féminines de plusieurs pays africains qui s'est tenu du 20 au 23 juillet 1959 à Bamako. Les pays représentés étaient :  le Dahomey, la Guinée, la Haute-Volta, le Sénégal et le Soudan (actuel Mali). Une vingtaine de femmes étaient présentes. Cette union affirme immédiatement son apolitisme et son désir d'un travail commun des femmes pour la réalisation du programme dans les pays concernés. Après le congrès, l'union existe quelques mois mais les luttes nationalistes, l'instauration de partis uniques et le musellement par ceux-ci des associations qui ne reprenaient pas la doxa établie empêchent la poursuite de ce projet. Les membres de l'union poursuivent les combats dans leurs états respectifs autant qu'il leur est possible mais le rêve panafricain est abandonné. Une partie de son programme est toutefois repris par le Mali en 1962, lors de l'écriture du Code du mariage et de la tutelle.

## Programme
- défense des droits des femmes : abolition de la polygamie, droit pour les épouses d'hériter, création d'un mariage civil, égalité civile entre les hommes et les femmes, etc[2].
- protection de l'enfance
- lutte pour la paix
- lutte pour l'indépendance
- unité africaine
- actions culturelles et sociales[1]